# 大庆油田
大庆油田，是1959年9月26日发现的中国第一大油田，世界十大油田之一，年产量4,000万至5,000万吨，位于黑龙江省大庆市。大庆油田主要由中国石油天然气集团公司的全资子公司大庆油田有限责任公司负责油气勘探、开采、储运。大庆油田于1960年投入开发建设，由萨尔图、杏树岗、喇嘛甸、朝阳沟等48个规模不等的油气田组成，面积约6000平方公里。勘探范围主要包括东北和西北两大探区，共计14个盆地。

## 发展历史

### 发现
1953年，地质学家李四光对中国地质的深入考察，经过3年的普查，发现了许多有利于证明松辽盆地蕴藏油气的证据。 但是在有关松辽平原石油普查工作的报告和资料中，并无李四光的地质力学理论和术语。事实上，大庆油田的发现是根据黄汲清的陆相生油和多期多层生储油理论。1955年，黄汲清和谢家荣共同建议先在包括松辽在内的中国几个大型陆相沉积盆地进行石油普查。但地质部组织石油普查大队时并没有对松辽平原作出安排。黄汲清以技术负责人的身份督促下，方于1955年6月下达了松辽平原的石油踏勘任务书。
在1959年9月26日上午，在黑龙江省肇州县大同镇附近，地质部松辽石油勘察的“松基三井”钻出了工业油源。因为恰逢中华人民共和国建国十周年，为了紀念这个日子，黑龙江省人民委员会根据欧阳钦的提议，作出了《关于成立大庆区和将大同镇改为大庆镇的决定》。

### 大庆石油会战

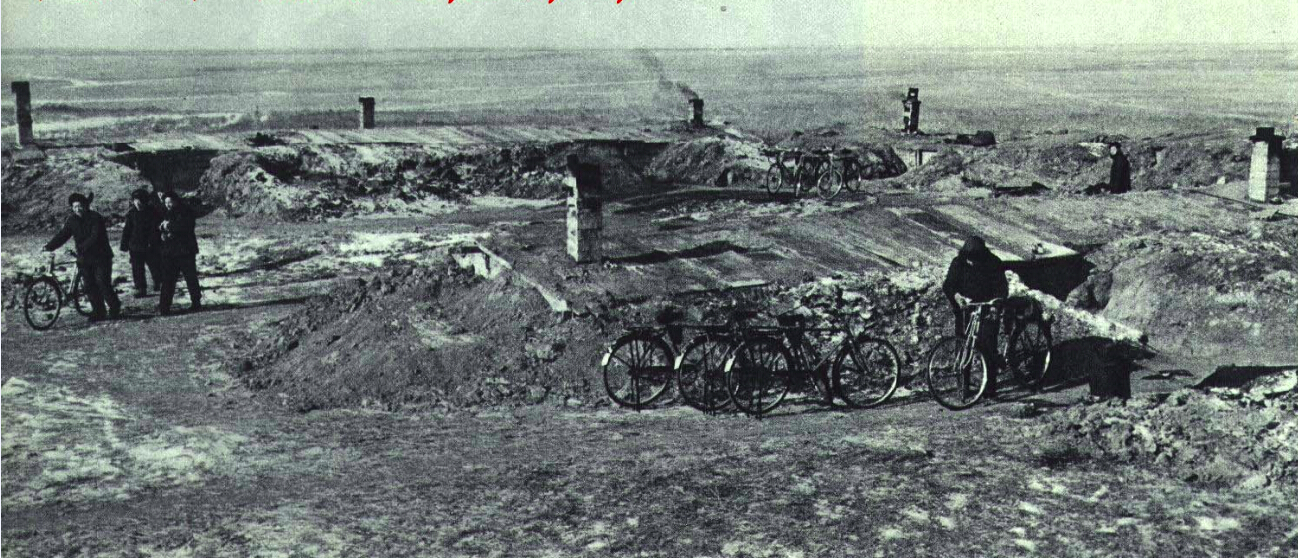
1960年冬天大庆人打地洞住

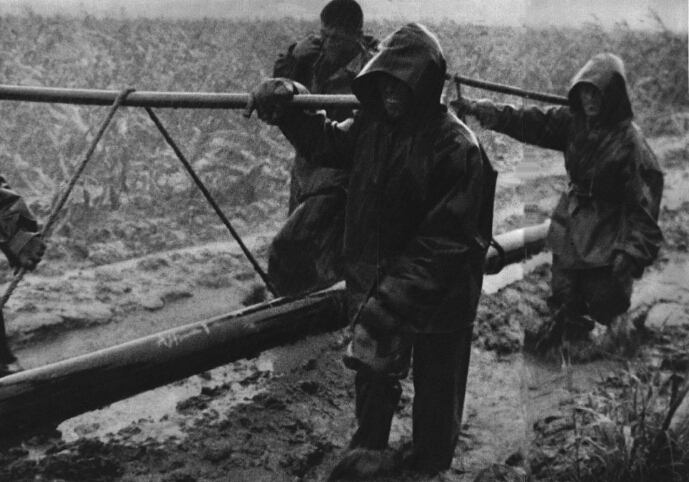
大庆油田会战

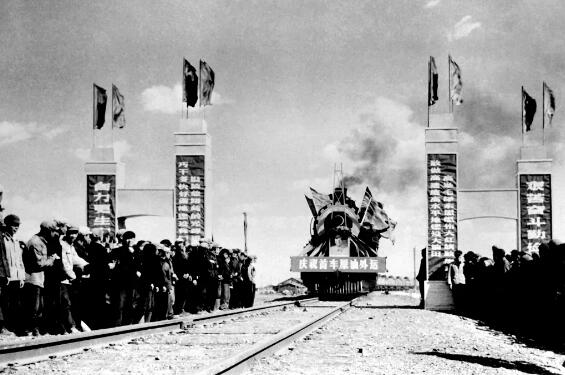
1960年6月1日，大庆油田首车原油外运

1960年初，中共中央批准石油部申请，调集全国数万石油职工以及急需的3万新增劳动力（由当年年初中国人民解放军转业官兵解决）会师大庆，展开了「大庆石油会战」。因此大庆市的人口组成较黑龙江省其他地区较为丰富，除初期由各省市调入的职工及解放军转业官兵外，还有逐年从下乡知識青年中招收工人调入大庆油田。1960年4月8日，大庆石油会战指挥部在安达县成立。安达县选出城中八个最方便使用的房舍宅院，由大庆石油会战指挥部分别编号为1号院至8号院给会战指挥部各机关单位使用。地质部松辽石油勘探局领导机构也进驻安达城内。1960年4月29日，中共中央文件发文将安达县改为安达市（地级），大庆油区划归安达市委领导，以安达市为大庆油田建设中心和后勤基地。1960年4月29日，“大庆石油会战誓师大会”在萨尔图召开。
- 大庆石油会战领导小组组长、总指挥康世恩（石油工业部副部长兼）
- 副总指挥张文彬（兼生产办公室主任）
- 副总指挥陈李中
- 生产办公室副主任宋振明
- 副书记吴星峰

这一时期，大庆油田处于保密状态。会战指挥部对外称“萨尔图农垦总场”，下属单位称为农垦分场。
1960年6月1日，首列满载大庆原油的21节油罐车组成的铁路列车从萨尔图站开车运往锦西第五炼油厂。 1960年大庆生产原油97万吨，这使得石油部完成了全国全年的生产计划。
1961年，经过中央批准并同黑龙江省委商妥，石油部调整了大庆会战的领导机构，原会战领导小组改为会战总指挥部，由康世恩任总指挥，唐克、张文彬、焦力人等任副总指挥。在石油部党组领导下，成立党的工委，由余秋里兼任书记，吴星峰、张文彬、李荆和任副书记。
大庆石油会战基本解决了中国石油自给的问题。1963年11月19日，石油部部长余秋里向第二届全国人民代表大会第四次会议作大庆石油会战情况的报告。1963年12月3日，国务院总理周恩来在第二届全国人民代表大会第四次会议上做《政府工作报告》，宣告道：“中国人民使用“洋油”的时代，一去不复返了！”
1964年6月23日，中央撤销地级安达市，安达县与安达特区（大庆油田，对外仍称安达市）分设。新成立的安达特区包括萨尔图区和杏树岗区。

### 工业学大庆

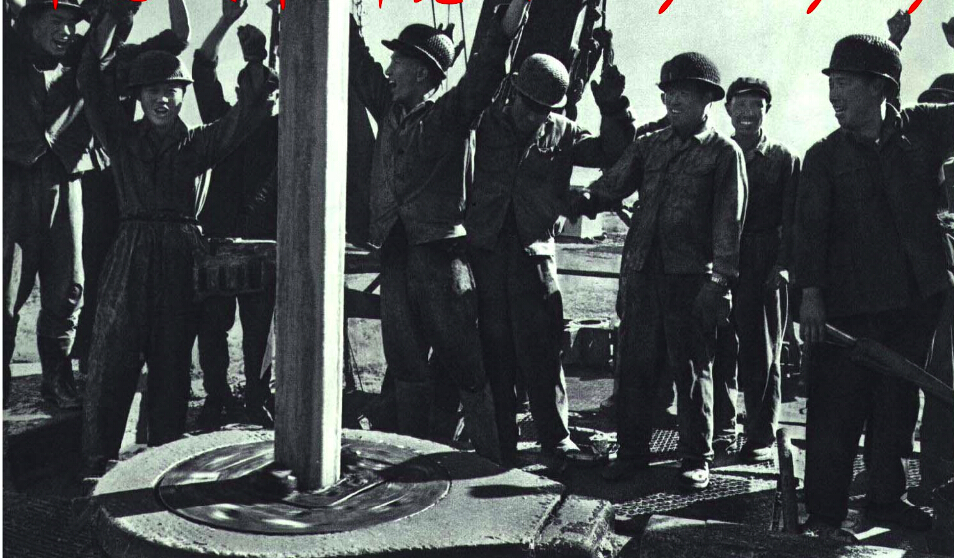
1966年大庆油田

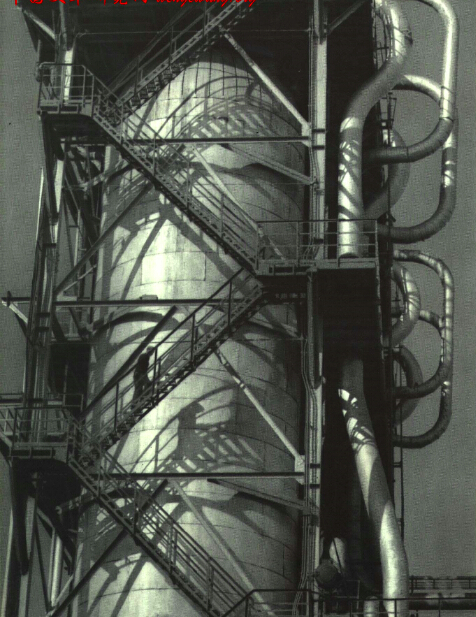
1966年大庆油田焦化塔

1963年12月25日，毛泽东发出了“工业学大庆”的号召，并说政治局的同志都到大庆去看看。1964年2月5日，中共中央专门为此发出通知。从1964年到1966年文革爆发前，到大庆的参观者每天数百人至上千人。
至1964年底，中国原油加工能力突破1千万吨，全年实际加工原油814.9万吨，四种主要石油产品（即汽油、柴油、煤油、润滑油）产量437万吨、占当年石油产品销售量的88.3%（即石油产品自给率）。1964年12月，周恩来总理在第三届全国人民代表大会第一次会议上的《政府工作报告》中宣布：“我国经济建设、国防建设和人民生活所需要的石油，不论在数量或者品种方面，基本上都可以自给了。”并总结了大庆石油会战的经验：“这个油田的建设，是学习毛泽东思想的典范，用他们自己的话说，是‘两论起家’。”“这个油田也是大学解放军、具体运用解放军政治工作经验的典范。这个油田自始至终坚持了集中领导同群众运动相结合的原则，坚持了高度革命精神同严格的科学态度相结合的原则，坚持革命精神和勘探建设相结合的原则，全面体现了社会主义建设总路线的多快好省的要求”。
康世恩在1963年11月6日国家经委召开的“全国工业交通工作会议”上总结大庆经验为：
1. 革命精神
2. 科学态度
3. 群众运动
4. “三基”工作（基础工作[质量、设备]、基本功、基层岗位责任制）
5. 集中优势兵力打歼灭战
6. 严细作风
7. 思想政治工作
8. 机关革命化
9. 全面关心职工生活。

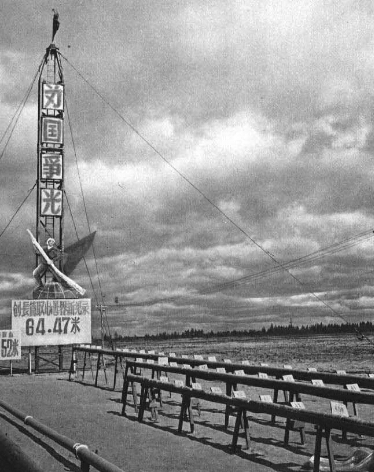
大庆长筒岩心

1965年底，中国原油加工能力达到1423万吨，全年实际加工原油突破1000万吨，四种主要石油产品产量617万吨，产品收率提高到56.9%，石油产品品种达到494种，石油产品的自给率达到100%，石油产品的合格率也达到100%。大庆油田1964年年产量为625万吨，1965年年产量为834万吨，1966年年产量达到1060万吨。
1972年，中共中央、国务院根据国际形势发展的需要，结合中国石油生产供应的可能，决定挤出一定数量的石油打进国际市场。对于大庆原油向日本试销，周恩来指示：“向日本出口一百万吨石油的事，一定要办好，水份不能高，要合乎标准。外交部要掌握政策，这是中华人民共和国第一批石油出口，千万不能看作小事。”中国化工进出口总公司决定选择了热心中日友好事业的木村一三组团三次来北京商谈出口事宜。
1973年4月10日，在北京正式签订了向日本出口大庆原油100万吨的合同，这是中国原油首次对外出口。根据周恩来指示，大庆原油对日出口由国家计委统一抓总，由外贸部牵头，外交部、燃化部、交通部、中联部参加，联席会议决定在大连寺儿沟原油专用码头新建容纳原油6万立方米的储罐，增加从储罐到船边的输油泵房能力，并准备好加热装置（大庆原油必须保持35摄氏度以上，否则会凝固）及其他相应设施。1973年5月15日中午12时20分，日本出光石油油轮“三雄丸”停靠上大连油码头，经过14小时30分钟原油装船，首次将大庆原油对外出口。
1976年年产量突破5000万吨。

### 改革开放时代

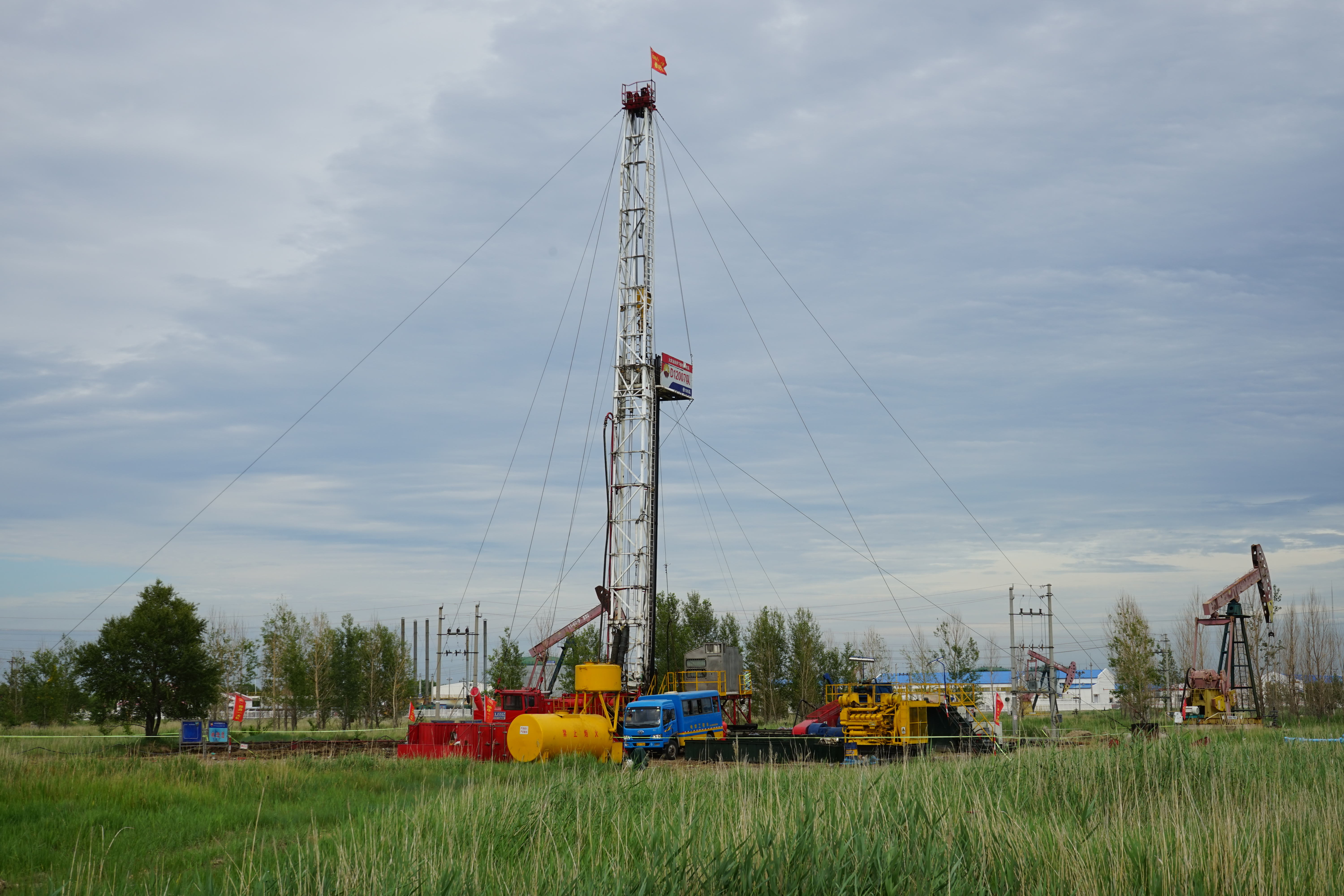
第二采油厂第五作业区的一处钻机。铁人第一口井附近

大庆油田连续27年（1976年至2002年）稳产5000万吨后，又连续10年稳产超过4000万吨（2003年至2012年）。2021年8月25日，大庆油田預測新增石油12.68亿吨。

## 油气资源分布
大庆油田是世界上为数不多的特大砂岩型油田。南北长138公里，东西长73公里，面积约为6,000平方公里，由萨尔图、杏树岗、喇嘛甸、朝阳沟等48个规模不等的油田组成。
油层分布（从上至下）：
1. 黑帝庙
2. 萨尔图
3. 葡萄花
4. 高台子
5. 扶余
6. 杨大城子

## 油田開發相關人物
- 李四光：陆相成油理论的实践者
- 谢家荣：地质学家
- 黄汲清：地质学家
- 五面红旗
  - 王进喜：铁人精神
- 王启民：新时代铁人